# Maximilian Reich
Maximilian Reich (geboren am 18. Juni 1882 in Ungarisch Wieselburg; gestorben am 26. März 1952 in Wien) war ein österreichischer Sportjournalist.

## Leben
Maximilian Reich wurde 1882 als Sohn eines Rabbiners geboren und kam 1890 mit seiner Familie nach Wien. Reich war ein leidenschaftlicher Fußballspieler und einer der ersten Sportjournalisten Österreichs. Er arbeitete u. a. für Das Kleine Blatt und für den Fußball-Sonntag. Daneben war er auch Präsident des Österreichischen Amateurboxverbandes.

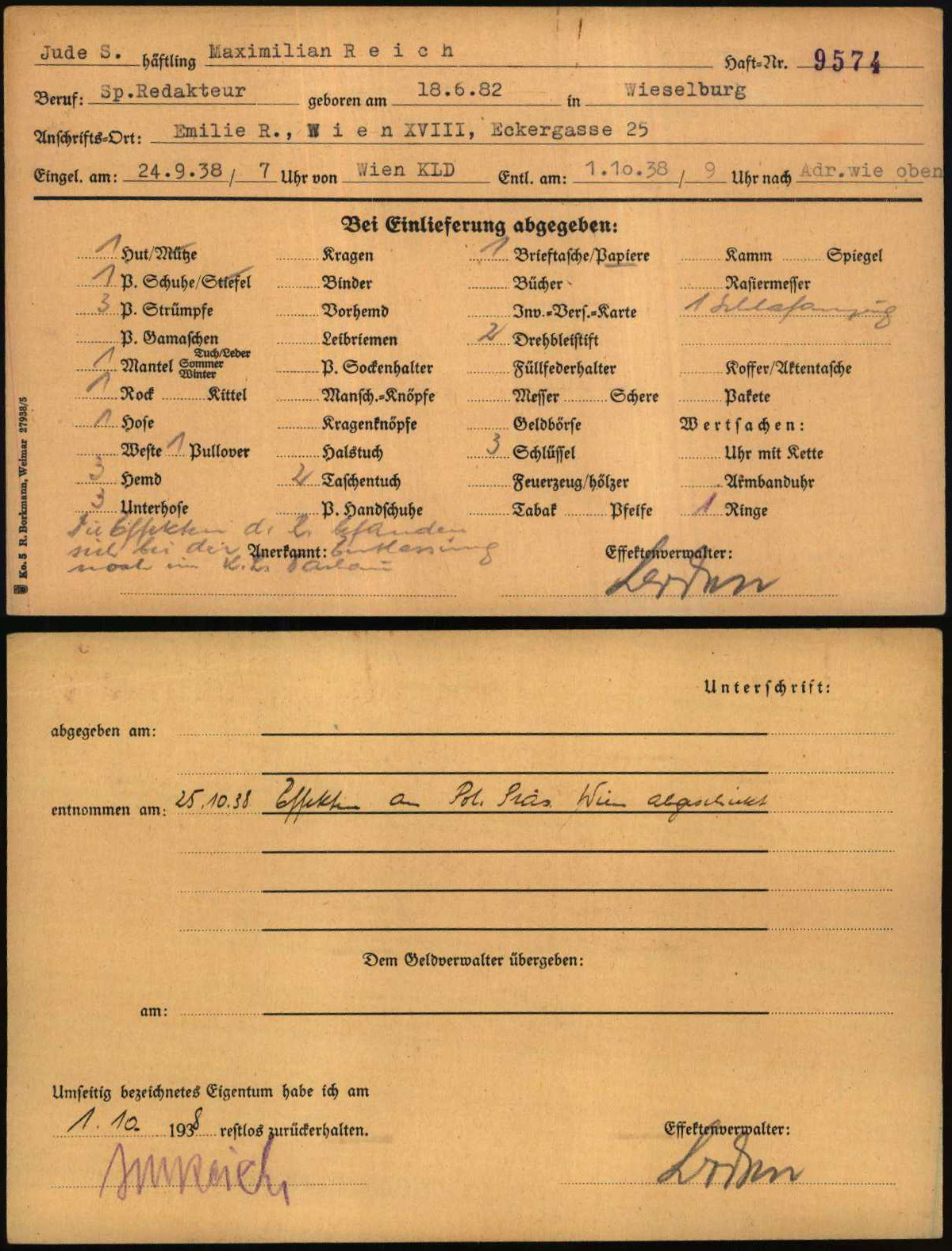
Liste des Eigentums von Maximilian Reich als Gefangener im nationalsozialistischen Konzentrationslager Buchenwald

Als Jude wurde er bereits kurz nach dem „Anschluss“ Österreichs an Hitlerdeutschland am 15. März 1938 verhaftet und mit dem sogenannten Prominententransport Anfang April 1938 ins KZ Dachau gebracht. Am 23. September 1938 wurde er in das KZ Buchenwald überstellt, aus dem er am 1. Oktober 1938 entlassen wurde. Dafür wurde er genötigt, im November 1938 zu emigrieren. Über Belgien kam er mit seiner Frau Emilie nach England, seine Töchter Gertraude und Henriette kamen 1939 mit einem Kindertransport nach. Dort schrieb er einen Bericht über seine KZ-Haft, fand dafür aber keinen Verleger. 1940/41 wurde er auf der Isle of Man interniert. 1942 war er beim German Service der BBC tätig.
Nach Kriegsende kehrte er 1946 nach Wien zurück. Er gründete den Wiener Montag und war Chefredakteur der Zeitung. Später war er Journalist bei der Weltpresse.
Die bis dahin ungedruckten Berichte Die Mörderschule und Postskriptum zu Buchenwald wurden 2007 gemeinsam mit einem Bericht seiner Frau von seiner Tochter Henriette Mandl veröffentlicht. Seine andere Tochter Gertraude wurde ebenfalls Autorin und heiratete den Journalisten Hugo Portisch.

## Ehrungen
- 1947 wurde Reich vom Österreichischen Berufsboxverband zum Ehrenmitglied ernannt.[6]
- 2006 wurde in einem Wiener Gemeinderatsausschuss die Benennung einer Verkehrsfläche in Stammersdorf in Maximilian-Reich-Weg beschlossen.[7]

## Posthum erschienen
- Maximilian Reich, Emilie Reich, Henriette Mandl: Zweier Zeugen Mund. Verschollene Manuskripte aus 1938 Wien – Dachau – Buchenwald. Verlag der Theodor Kramer Gesellschaft, Wien 2007, ISBN 978-3-901602-30-6.

## Belege
1. 1 2  Nachlassverzeichnis – M. Reich. In: Verzeichnis der künstlerischen, wissenschaftlichen und kulturpolitischen Nachlässe in Österreich. Österreichische Nationalbibliothek, März 2009, abgerufen am 7. April 2019.
2. 1 2  Ein verschollen geglaubtes Manuskript aus 1938. In: oe1.orf.at. 13. März 2018, abgerufen am 7. April 2019.
3. ↑  Generalsversammlung des Amateurboxverbandes. In: Sport-Tagblatt. Sport-Ausgabe des Neuen Wiener Tagblattes, 2. September 1931, S. 6 (online bei ANNO).
4. ↑  Publikation der KZ-Erinnerungen von Maximilian Reich. Nationalfonds der Republik Österreich für Opfer des Nationalsozialismus, abgerufen am 7. April 2019.
5. ↑  Oliver Rathkolb: Hugo Portischs Memoiren: Lesenswerte Zeitgeschichte: „Aufregend war es immer“ von Hugo Portisch. In: falter.at. 2015, abgerufen am 7. April 2019.
6. ↑  Hauptversammlung des OeBV. In: Österreichische Volksstimme. Zentralorgan der Kommunistischen Partei Österreichs, 30. Jänner 1947, S. 4 (online bei ANNO).
7. ↑  Maximilian-Reich-Weg im Wien Geschichte Wiki der Stadt Wien

| Personendaten    | Personendaten                    |
| ---------------- | -------------------------------- |
| NAME             | Reich, Maximilian                |
| KURZBESCHREIBUNG | österreichischer Sportjournalist |
| GEBURTSDATUM     | 18. Juni 1882                    |
| GEBURTSORT       | Ungarisch Wieselburg             |
| STERBEDATUM      | 26. März 1952                    |
| STERBEORT        | Wien                             |